# Agencia Internacional de la Energía
La Agencia Internacional de la Energía o AIE (en inglés: International Energy Agency o IEA, y en francés: Agence Internationale de l'Energie) es una organización internacional, creada por la Organización para la Cooperación y el Desarrollo Económico (OCDE) tras la crisis del petróleo de 1973, que busca coordinar las políticas energéticas de sus Estados miembros, con la finalidad de asegurar energía confiable, adquirible y limpia a sus respectivos habitantes.

## Antecedentes
La AIE fue creada en noviembre de 1974 por la Organización para la Cooperación y el Desarrollo Económico, como consecuencia de la crisis del petróleo de 1973. Su objetivo inicial era coordinar las medidas que fueren necesarias para asegurar el abastecimiento de petróleo, particularmente en situaciones de emergencia, con el fin de sostener el crecimiento económico de sus miembros. 
En la actualidad, tras los cambios experimentados en los mercados de la energía, la AIE se preocupa de los tres aspectos más relevantes de las políticas energéticas: seguridad energética, desarrollo económico y protección del medio ambiente.
Vicente Blanco Gaspar, corredactor por España del tratado fundacional de la Agencia en 1974, al formar parte de la delegación permanente de España en la OCDE, ha publicado en diciembre de 2021 el artículo "Las fuentes de energía y la creación de la Agencia Internacional de la Energía" en el número 146 de la revista Diplomacia siglo XXI.

## Organización
La Agencia Internacional de la Energía es un organismo autónomo de la OCDE, que actúa como consejero sobre la política energética de sus Estados miembros, además de actuar como contrapeso de la OPEP, La organización de Países exportadores de petróleo, aunque es esta última la de mayor balanza ya que concentra las mayores reservas.
Está compuesta de un Consejo directivo, integrado por altos funcionarios encargados de la energía, enviados por los diversos Estados miembros, que se reúne periódicamente y de una Secretaría permanente, integrada por especialistas en temas energéticos, bajo la autoridad de un Director ejecutivo.
El Consejo directivo designa al Director ejecutivo, cargo actualmente desempeñado por Dr Fatih Birol.

## Miembros
La AIE cuenta con 30 Estados miembros:
- Alemania
- Australia
- Austria
- Bélgica
- Canadá
- Corea del Sur
- Dinamarca
- Eslovaquia
- España
- Estados Unidos
- Estonia
- Finlandia
- Francia
- Grecia
- Hungría
- Irlanda
- Italia
- Japón
- Luxemburgo
- México
- Nueva Zelanda
- Noruega
- Países Bajos
- Polonia
- Portugal
- Reino Unido
- República Checa
- Suecia
- Suiza
- Turquía

Solo miembros de la Organización para la Cooperación y el Desarrollo Económico pueden ser, asimismo, miembros de la Agencia Internacional de la Energía. Actualmente Chile, Colombia, Israel, Islandia y Eslovenia se encuentran en proceso de incorporación

## Intervenciones
La AIE ha intervenido en los mercados para garantizar los aprovisionamientos de petróleo en las siguientes situaciones:
- Durante la Guerra del Golfo de 1991.
- Tras los daños ocasionados por el huracán Katrina.
- En la invasión de la OTAN a Libia en 2011.